# Джо Парцала
„Джо Парцала“ (на английски: Joe Dirt) е американска приключенска комедия от 2001 г. на режисьора Дени Гордън, която прави режисьорския си дебют в киното, във филма участват Дейвид Спейд, Денис Милър, Кристофър Уокън, Адам Бийч, Браян Томпсън, Британи Даниъл, Джейми Пресли, Ерик Пер Съливан и Кид Рок. Сценарият на филма е написан от Спейд и Фред Улф, и е продуциран от Робърт Симъндс. Продължението –  Joe Dirt 2: Beautiful Loser е пуснато през 2015 г.